# Europapokal der Pokalsieger 1968/69
Der Europapokal der Pokalsieger 1968/69 war die neunte Ausspielung des europäischen Wettbewerbs der Fußball-Pokalsieger. 32 Klubmannschaften nahmen teil, darunter 28 amtierende Pokalgewinner und vier unterlegene Pokalfinalisten (Grazer AK, Altay İzmir, Girondins Bordeaux und FK Bor). Titelverteidiger AC Mailand war nicht am Start, da er als italienischer Meister für den höherdotierten Europapokal der Landesmeister 1968/69 qualifiziert war.
Aus Deutschland nahmen der DFB-Pokalsieger 1. FC Köln, aus der DDR der FDGB-Pokalsieger 1. FC Union Berlin und aus der Schweiz der Pokalsieger FC Lugano am Wettbewerb teil. Österreich wurde vom ÖFB-Cupfinalisten Grazer AK vertreten, da Pokalsieger SK Rapid Wien als gleichzeitiger Landesmeister an dessen Europapokal-Wettbewerb teilnahm.
Das Finale bestritten Slovan Bratislava und der FC Barcelona im St. Jakob-Stadion von Basel am 21. Mai 1969. Slovan Bratislava setzte sich dabei überraschend mit 3:2 durch und wurde der erste osteuropäische Europapokalsieger.
Torschützenkönig wurde Carl-Heinz Rühl vom 1. FC Köln mit sechs Treffern.

## Modus
Die Teilnehmer spielten wie gehabt im reinen Pokalmodus mit Hin- und Rückspielen den Sieger aus. Gab es nach beiden Partien Torgleichstand, entschied die Anzahl der auswärts erzielten Tore (Auswärtstorregel). War auch deren Anzahl gleich, fand ein Entscheidungsspiel auf neutralem Platz statt, da ein Elfmeterschießen noch nicht vorgesehen war. Ab dem Viertelfinale wäre aus kommerziellen Gründen bei Gleichstand nach zwei Spielen – unabhängig von der Anzahl der erzielten Auswärtstore – ebenfalls ein Entscheidungsspiel nötig geworden. Das Finale wurde in einem Spiel auf neutralem Platz entschieden. Bei unentschiedenem Spielstand nach Verlängerung wäre ein Wiederholungsspiel angesetzt worden, da auch im Finale ein Elfmeterschießen noch nicht vorgesehen war.

## 1. Runde

### Ursprüngliche Auslosung
Angesichts der Ereignisse des Prager Frühlings weigerten sich die westeuropäischen Verbände, ihre Vertreter gegen die Mannschaften der an der Niederschlagung beteiligten Ostblockstaaten antreten zu lassen. Die UEFA beugte sich schließlich dem Druck und erklärte entgegen ihren Statuten die Auslosung der ersten Runde für ungültig. Eine unter Ausschluss der Öffentlichkeit durchgeführte Neuansetzung sah ausschließlich Spiele der betreffenden Ostblockstaaten untereinander vor, woraufhin deren Verbände ihre Teilnahme am Wettbewerb aus Protest zurückzogen. Von dieser Maßnahme betroffen waren Dynamo Moskau (Sowjetunion), 1. FC Union Berlin (DDR), Górnik Zabrze (Polen), Rába ETO Győr (Ungarn) und Spartak Sofia (Bulgarien). Vom reduzierten Teilnehmerfeld profitierten in der zweiten Runde der AC Turin und der FC Barcelona, die jeweils kampflos ins Viertelfinale einzogen.
|                      | Gesamt |                      | Hinspiel | Rückspiel |
| -------------------- | ------ | -------------------- | -------- | --------- |
| US Rumelange         | -      | Sliema Wanderers     |          |           |
| Cardiff City         | -      | FC Porto             |          |           |
| Partizan Tirana      | -      | AC Turin             |          |           |
| Crusaders FC         | -      | IFK Norrköping       |          |           |
| Dunfermline Athletic | -      | APOEL Nikosia        |          |           |
| Randers Freja        | -      | Shamrock Rovers      |          |           |
| ADO Den Haag         | -      | Grazer AK            |          |           |
| FC Lugano            | -      | FC Barcelona         |          |           |
| FC Brügge            | -      | West Bromwich Albion |          |           |
| Girondins Bordeaux   | 1- 1   | Spartak Sofia        |          |           |
| Rába ETO Győr        | 1- 1   | Lyn Oslo             |          |           |
| Altay İzmir          | 1- 1   | Górnik Zabrze        |          |           |
| Dinamo Bukarest      | 1- 1   | 1. FC Köln           |          |           |
| Dynamo Moskau        | 1- 1   | Olympiakos Piräus    |          |           |
| Slovan Bratislava    | 1- 1   | KR Reykjavík         |          |           |
| 1. FC Union Berlin   | 1- 1   | FK Bor               |          |           |

### Wiederholte Auslosung mit Einteilung in Ost und West
Die Hinspiele fanden vom 18. bis 20. September, die Rückspiele am 2./3. Oktober (Reykjavík gegen Piräus am 22. und Sliema gegen Rumelange am 29. September) 1968 statt.
|                      | Gesamt    |                      | Hinspiel | Rückspiel |
| -------------------- | --------- | -------------------- | -------- | --------- |
| US Rumelange         | (a)2:2(a) | Sliema Wanderers     | 2:1      | 0:1       |
| Cardiff City         | 3:4       | FC Porto             | 2:2      | 1:2       |
| Partizan Tirana      | 2:3       | AC Turin             | 1:0      | 1:3       |
| Crusaders FC         | 3:6       | IFK Norrköping       | 2:2      | 1:4       |
| Dunfermline Athletic | 12:10     | APOEL Nikosia        | 10:10    | 2:0       |
| Randers Freja        | 3:1       | Shamrock Rovers      | 1:0      | 2:1       |
| ADO Den Haag         | 6:1       | Grazer AK            | 4:1      | 2:0       |
| FC Lugano            | 0:4       | FC Barcelona         | 0:1      | 0:3       |
| FC Brügge            | (a)3:3(a) | West Bromwich Albion | 3:1      | 0:2       |
| Altay İzmir          | 4:5       | Lyn Oslo             | 3:1      | 1:4       |
| Girondins Bordeaux   | 2:4       | 1. FC Köln           | 2:1      | 0:3       |
| Slovan Bratislava    | 3:2       | FK Bor               | 3:0      | 0:2       |
| Olympiakos Piräus    | 4:0       | KR Reykjavík         | 2:0      | 2:0       |
| Dinamo Bukarest      | -         | Rába ETO Győr 2      |          |           |
| Spartak Sofia 2      | -         | Górnik Zabrze 2      |          |           |
| Dynamo Moskau 2      | -         | 1. FC Union Berlin 2 |          |           |

## 2. Runde
Freilose aufgrund des Rückzuges der Ostblock-Mannschaften:  FC Barcelona,  AC Turin
Die Hinspiele fanden am 12./13. November (Lyn gegen Norrköping am 31. Oktober), die Rückspiele am 27. November (Norrköping gegen Lyn am 17. November) 1968 statt.
|                      | Gesamt |                      | Hinspiel | Rückspiel |
| -------------------- | ------ | -------------------- | -------- | --------- |
| Lyn Oslo             | 4:3    | IFK Norrköping       | 2:0      | 2:3       |
| ADO Den Haag         | 0:4    | 1. FC Köln           | 0:1      | 0:3       |
| Dinamo Bukarest      | 1:5    | West Bromwich Albion | 1:1      | 0:4       |
| Randers Freja        | 8:0    | Sliema Wanderers     | 6:0      | 2:0       |
| FC Porto             | 1:4    | Slovan Bratislava    | 1:0      | 0:4       |
| Dunfermline Athletic | 4:3    | Olympiakos Piräus    | 4:0      | 0:3       |

## Viertelfinale
Die Hinspiele fanden am 15./30. Januar/19. Februar und 8. März, die Rückspiele am 19./8. Februar und am 5./12. März 1969 statt.
|                      | Gesamt |                      | Hinspiel | Rückspiel |
| -------------------- | ------ | -------------------- | -------- | --------- |
| Dunfermline Athletic | 1:0    | West Bromwich Albion | 0:0      | 1:0       |
| Lyn Oslo             | 4:5    | FC Barcelona         | 2:3      | 2:2       |
| AC Turin             | 1:3    | Slovan Bratislava    | 0:1      | 1:2       |
| 1. FC Köln           | 5:1    | Randers Freja        | 2:1      | 3:0       |

## Halbfinale
Die Hinspiele fanden am 2./9. April, die Rückspiele am 19./23. April 1969 statt.
|                      | Gesamt |                   | Hinspiel | Rückspiel |
| -------------------- | ------ | ----------------- | -------- | --------- |
| 1. FC Köln           | 3:6    | FC Barcelona      | 2:2      | 1:4       |
| Dunfermline Athletic | 1:2    | Slovan Bratislava | 1:1      | 0:1       |

## Finale
| Slovan Bratislava                                 | Slovan Bratislava | FC Barcelona | FC Barcelona |
| ------------------------------------------------- | --- | --- | ------------ |
| Slovan Bratislava                                 | \| 21. Mai 1969 in Basel (St. Jakob-Stadion) \| \| Ergebnis: 3:2 (3:1) \| \| Zuschauer: 19.478 \| \| Schiedsrichter: Laurens van Ravens ( Niederlande) \|                                                                | \| 21. Mai 1969 in Basel (St. Jakob-Stadion) \| \| Ergebnis: 3:2 (3:1) \| \| Zuschauer: 19.478 \| \| Schiedsrichter: Laurens van Ravens ( Niederlande) \| | FC Barcelona |
| Slovan Bratislava                                 | Alexander Vencel – Jozef Fillo, Vladimír Hrivnák, Alexander Horváth , Ján Zlocha – Ľudovít Cvetler, Jozef Čapkovič, Ivan Hrdlička, Karol Jokl – Ladislav Móder (67. Jozef Határ), Ján Čapkovič Cheftrainer: Michal Vičan | Salvador Sadurní – Josep Franch (11. Jesús María Pereda), Joaquim Rifé, Ferran Olivella , Silvestre Eladio – Pedro Zabalza, Carlos Pellicer, Santiago Castro (46. Jorge Alberto Mendonça), Josep Fusté – José Antonio Zaldúa, Carles Rexach Cheftrainer: Salvador Artigas | FC Barcelona |
| Slovan Bratislava                                 | 1:0 Ľudovít Cvetler (1.) 2:1 Vladimír Hrivnák (29.) 3:1 Ján Čapkovič (42.) | 1:1 José Antonio Zaldúa (15.) 3:2 Carles Rexach (51.) | FC Barcelona |
| 21. Mai 1969 in Basel (St. Jakob-Stadion)         | | |              |
| Ergebnis: 3:2 (3:1)                               | | |              |
| Zuschauer: 19.478                                 | | |              |
| Schiedsrichter: Laurens van Ravens ( Niederlande) | | |              |